# Ash Brannon
Ash Brannon (Columbus, 1969) is een Amerikaanse filmregisseur, - schrijver en -animator die onder andere werkte aan Pixars eerste avondvullende animatiefilm, Toy Story. Hij was daarnaast co-regisseur van het vervolg en hielp mee aan Surf's Up, waarvoor hij een Oscarnominatie voor beste animatiefilm mocht delen.
Brannon begon bij Walt Disney Feature Animation als animator van De kleine zeemeermin. Daarna stapte hij over naar Warner Bros. In 1993 ging hij aan de slag bij Pixar als "story artist" en "directing animator" voor Toy Story, het op de film gebaseerde videospel en als "story artist" voor Een luizenleven. Daarna co-regisseerde hij Toy Story 2, een film die werd genomineerd voor een Golden Globe Award voor beste komedie- of musicalfilm. In 2004 werkte hij samen met Sony Pictures als co-regisseur van Surf's Up, samen met Chris Buck. Daarnaast sprak hij in de film een van de stemmen in.
- Bibliothèque nationale de France: cb135461887 (data)
- Gemeinsame Normdatei: 1015370616
- International Standard Name Identifier: 0000 0000 4811 6740
- Library of Congress Control Number: no2006002646
- Nationale Bibliotheek van Tsjechië: xx0154977
- Nederlandse Thesaurus van Auteursnamen: 307887294
- Système universitaire de documentation: 168105667
- Virtual International Authority File: 12470392
- WorldCat: E39PBJvhq4Hrk7YrRY87Vjqmh3